# Okenia cochimi
Okenia cochimi Gosliner & Bertsch, 2004 è un mollusco nudibranchio della famiglia Goniodorididae.
L'epiteto specifico deriva dal gruppo etnico messicano dei Cochimì che abita la parte centrale della penisola di Baja California.

## Distribuzione e habitat
È stata rinvenuta al largo dell'Isola Espíritu Santo e dell'isola Cedros, nei pressi della penisola di Baja California.